# Cymbidium devonianum
Espèce
Cymbidium devonianum est une espèce d'orchidées du genre Cymbidium originaire d'Asie.